# Edvin Tillberg
Gösta Edvin Hildebert Tillberg, född den 3 april 1910 i Hälsingtuna församling, död den 17 juli 1990 i Hudiksvalls församling, var en svensk spelman och kompositör verksam i Hälsingland.
Tillberg hade som spelman en repertoar som han delvis fått efter sin fosterfar Johan Larsson ("Bör-Johan"), vilken i sin tur hade fått dessa låtar efter Lars Hult. Edvin Tillberg komponerade även själv och gav ut ett häfte med sina egna låtar vilka allmänt spelas i norra Hälsingland. 
Tillbergs komposition "Norrala polska" har spelats in av Skäggmanslaget på skivan Snus, mus och brännvin (1971, återutgiven 1996).
Edvin Tillberg är begravd på Sofiedals griftegård i Hudiksvall.